# Legionellen
Legionellen (Legionella) sind eine Gattung stäbchenförmiger Bakterien aus der Familie der Legionellaceae. Sie sind im Wasser lebende gramnegative und nicht sporenbildende Bakterien, die durch eine oder mehrere polare oder subpolare Flagellen (Geißeln) beweglich sind. Legionellen sind als potenziell humanpathogen anzusehen. Zurzeit kennt man mehr als 48 Arten und 70 Serogruppen. Die für Erkrankungen des Menschen bedeutsamste Art ist Legionella pneumophila (Anteil von etwa 70 % bis 90 %, je nach Region), sie ist Erreger der Legionellose oder Legionärskrankheit mit Auslöser einer Pneumonie. Weit häufiger kommt es zum milderen Verlauf des sogenannten Pontiac-Fiebers ohne Lungenentzündung.
Eine Besonderheit vieler Arten der Gattung Legionella ist der hohe Anteil von verzweigten Fettsäureketten in ihren Membranlipiden. Beispielsweise beträgt bei Legionella pneumophila der Anteil verzweigter Ketten 64 %.

## Lebensbedingungen
Die optimalen Lebensbedingungen für Legionellen sind:
- Frischwassernachspeisung
- lange Verweilzeit
- Temperaturbereich 25 °C bis 50 °C

Auswirkungen der verschiedenen Temperaturbereiche auf die Vermehrung der Legionellen:
| Temperaturbereich | Wirkung auf die Vermehrungsrate |
| ----------------- | --- |
| bis 20 °C         | sehr langsame Vermehrung |
| ab 20 °C          | Vermehrungsrate steigt |
| 30 °C bis 45 °C   | optimale Vermehrung, Verdoppelung bei 36 °C in nur etwa 3 Stunden bei gutem Nährstoffangebot, 22–72 Stunden bei geringem Nährstoffangebot. |
| ab 50 °C          | kaum noch Vermehrung |
| ab 55 °C          | keine Vermehrung mehr möglich, Abtötung nach 6 Stunden                                                                                     |
| ab 60 °C          | Abtötung der Legionellen innerhalb ca. 30 Minuten                                                                                          |
| ab 65 °C          | Abtötung innerhalb 2 Minuten |
| ab 70 °C          | Abtötung innerhalb Sekunden |

In einer Studie des Helmholtz-Zentrums für Infektionsforschung (HZI) in Braunschweig sollte gezeigt werden, dass sich der bakterielle Krankheitserreger Legionella pneumophila auch bei Wassertemperaturen zwischen 50 und 60 °C vermehrt.

## Vorkommen von Legionellen
Legionellen kommen dort vor, wo warmes Wasser optimale Bedingungen für ihre Vermehrung bietet. Sie sind im Temperaturbereich von 5 °C bis 55 °C lebensfähig, ab 60 °C werden sie nach wenigen Minuten inaktiv. Geeignete Lebensbedingungen bestimmen das Vorkommen:
- Warmwasserheizungen und Wasserverteilungssysteme für Warmwasser
- Wassertanks und Heißwasserbereiter (Boiler)
- Wasserleitungen mit langen Stillstandszeiten (z. B. nach einem längeren Urlaub oder mäßig genutzten Feuerlöschleitungen mit Trinkwasseranbindung), mit Wärmeeinwirkung von außen oder zu Thermomischern[6]
- Totleitungen
- Schwimmbäder
- Krankenhäuser
- öffentliche Duschen (z. B. Schulduschen)
- Wannenbäder und Stationsbäder
- Luftwäscher von Klimaanlagen
- Kühltürme
- Biofilme

## Übertragung der Legionellen auf den Menschen
Eine Übertragung von Legionellen ist prinzipiell durch Kontakt mit Leitungswasser möglich, wenn die Legionellen in die tiefen Lungenabschnitte gelangen.
Nicht jeder Kontakt mit legionellenhaltigem Wasser führt zu einer Gesundheitsgefährdung. Erst das Einatmen bakterienhaltigen Wassers als Bioaerosol (Aspiration bzw. Inhalation z. B. beim Duschen, bei Klimaanlagen, durch Rasensprenger und in Whirlpools) kann zur Infektion führen.
Das Trinken von legionellenhaltigem Wasser ist für Personen mit intaktem Immunsystem keine Gesundheitsgefahr.
Eine Infektion mit Legionellen wird insbesondere mit folgenden technischen Systemen in Verbindung gebracht:
- Warmwasserversorgungen (z. B. in Wohnhäusern, Krankenhäusern, Heimen, Hotels, Kasernen),
- raumlufttechnische Anlagen (Klimaanlagen) und Luftbefeuchter
- Badebecken, insbesondere Warmsprudelbecken (Whirlpools)
- sonstige Anlagen, die Wasser zu Wassertröpfchen zerstäuben (beispielsweise Nebelerzeuger, Nebelbrunnen)

## Geschichte
Legionellen wurden erstmals 1977 entdeckt, nachdem beim 58. Veteranenkongress der Amerikanischen Legion (Pennsylvania American Legion) im Bellevue-Stratford Hotel in Philadelphia (USA) 180 von 4400 Delegierten erkrankten und 29 starben. Bis Ende der 1980er Jahre waren 22 Spezies bekannt, außerdem 11 Serogruppen von Legionella pneumophila.
2007 gab die Weltgesundheitsorganisation ein Handbuch mit Empfehlungen zur Prävention heraus, die in einigen Ländern bereits früher umgesetzt worden waren.
Eine Untersuchung zwischen 2005 und 2010 in Berliner Kliniken ergab, dass jedes zweite Krankenhaus von Legionellen betroffen war. Eine Meldepflicht bestand damals nur bei einer tatsächlichen Erkrankung. Im September 2015 wurde im Klinikum Bremen-Ost ein Fall gemeldet.
Der Ausbruch einer Legionellen-Epidemie mit den bisher meisten Todesfällen in Deutschland ereignete sich Anfang Januar 2010 im Raum Ulm mit 5 Toten und 64 Infizierten. Bei dem Erreger handelte es sich um das Stäbchen-Bakterium Legionella pneumophila der Serogruppe 1. Die Gesundheitsbehörden ermittelten in Zusammenarbeit unter anderem auch mit der Technischen Universität Dresden dabei als Verursachungsquelle die zu einem Blockheizkraftwerk und einer Kältemaschine gehörigen Kühltürme in der Olgastraße 67, Nähe des Ulmer Hauptbahnhofs. Die Anlage wurde im September 2009 installiert und befand sich zu diesem Zeitpunkt im Probebetrieb. Im Klinikum Frankfurt (Oder) gab es 2003 einen Ausbruch mit sechs Infizierten, von denen zwei Patientinnen verstarben. Der Legionellose-Ausbruch in Warstein 2013 war mit 165 Menschen der Fall mit der bisher größten Zahl von Infizierten in Deutschland. Dabei waren bis zum 25. September 2013 drei Todesopfer zu beklagen.
Eine Studie in Quebec 1991 hat gezeigt, dass bei 128 untersuchten elektrischen Warmwasserspeichern selbst eine eingestellte Temperatur von 60 °C in 37 % der untersuchten Geräte aufgrund der niedrigeren Temperatur von 30–40 °C im unteren Bereich des Tanks noch kontaminiertes Wasser ergab. 12 % der Wasserhähne und 15 % der Duschköpfe waren kontaminiert. Auch das Alter der Speicher wurde als Grund erwogen. Eine Kontamination von gas- oder ölbeheizten Speichern wurde nicht festgestellt, da diese Geräte den Speicher periodisch auf höhere Temperaturen aufheizten. Die
Kinderschutzorganisationen in Kanada forderten in den 80er Jahren, Warmwassertemperaturen auf 49 °C zu begrenzen, um Verletzungen durch Verbrühung zu vermeiden. Das Risiko von Legionelleninfektionen wird aber größer eingeschätzt, so dass weiterhin eine Auslauftemperatur am Wasserhahn von wenigstens 50 °C empfohlen wurde und der gesamte Inhalt von Warmwasserspeichern wenigstens einmal täglich auf 60 °C erhitzt werden sollte. Die Einstellung der Speichertemperatur auf 60 °C alleine reiche bei manchen Speichern nicht aus, da sich das Wasser im unteren Bereich des Speichers dann oftmals dennoch nicht über 30 bis 40 °C erhitze.

2012 kam es in Quebec zu einem großen Ausbruch von Legionellen mit 181 Betroffenen und 14 Todesfällen.

## Regelungen in Deutschland

### Gesetzliche Vorschriften
Die deutsche Trinkwasserverordnung (Abk. TrinkwV 2001) schreibt in ihrer aktuellen Fassung (bekanntgemacht am 10. März 2016) eine regelmäßige Untersuchungspflicht auf Legionellen vor. Diese betrifft alle Unternehmer und sonstigen Inhaber von Trinkwasser-Installationen mit Großanlagen zur Trinkwassererwärmung, sofern aus diesen Trinkwasser im Rahmen einer gewerblichen oder öffentlichen Tätigkeit abgegeben wird und es zu einer Vernebelung des Trinkwassers (z. B. in Duschen) kommt.
Als öffentliche Betreiber von Großanlagen zur Trinkwassererwärmung gelten dabei Krankenhäuser, Schulen, Kindergärten, Hotels und Pflegeheime. Diese Einrichtungen sind verpflichtet, einmal jährlich an mehreren repräsentativen Probennahmestellen auf Legionellen untersuchen zu lassen. Neu ist die erst seit Ende 2011 bestehende Untersuchungspflicht für weitere Gruppen, unter anderem für Besitzer/Vermieter von Mehrfamilienhäusern, Wohnungsbaugesellschaften und Hausverwaltungen. Für diese beträgt das geforderte Untersuchungsintervall drei Jahre. Die Erstuntersuchung musste bis zum 31. Dezember 2013 erfolgt sein.
Sowohl die Trinkwasserprobennahme als auch die Analyse müssen im akkreditierten Bereich erfolgen, d. h. die Wasserprobe muss durch entsprechend geschultes und in das Qualitätsmanagementsystem eines nach ISO/IEC 17025 akkreditierten Prüflabors eingebundenes Fachpersonal entnommen werden. Das Labor muss zudem gemäß § 15 Abs. 4 TrinkwV für die mikrobiologische Untersuchung von Trinkwasser zugelassen und in einer der Landeslisten der Bundesländer veröffentlicht sein.
In der Trinkwasserverordnung ist für Legionellen ein Technischer Maßnahmenwert von 100 koloniebildenden Einheiten (KBE) je 100 ml festgelegt. Wird bei einer Untersuchung eine Überschreitung dieses Wertes festgestellt, muss dies unmittelbar an das zuständige Gesundheitsamt gemeldet werden. Es kommt außerdem gemäß § 16 Abs. 7 TrinkwV zu weiteren Pflichten und technischen Maßnahmen wie einer Gefährdungsanalyse vor Ort bis hin zu einer ggf. erforderlichen umfassenden Sanierung der Trinkwasser-Installation.

### Technische Maßnahmen zur Verminderung des Legionellenwachstums
Für die Errichtung und den Betrieb von Trinkwassererwärmungs- und Trinkwasserleitungsanlagen gilt in Deutschland das DVGW-Arbeitsblatt W 551 über „technische Maßnahmen zur Verringerung des Legionellenwachstums“ vom April 2004. Danach muss bei bestimmungsgemäßer Betriebsweise am Austritt von Warmwassererzeugungsanlagen eine Temperatur von mindestens 60 °C gehalten werden können und bei Großanlagen auch eingehalten werden. Bei Anlagen mit Zirkulationsleitungen darf die Warmwassertemperatur im System nicht um mehr als 5 K gegenüber der Austrittstemperatur absinken.
Außerdem soll Trinkwasser (kalt) möglichst kühl gehalten und vor unerwünschter Erwärmung, z. B. durch Sonneneinstrahlung oder nahegelegene Heizungsleitungen, geschützt werden.
Dies stellt eine der technischen Herausforderungen bei der Nutzung von Geothermie, Solarthermie und Wärmepumpen zur Brauchwassererwärmung dar.
Die Speicherung von Warmwasser in einem Wasserkessel mit Temperaturen unter 60 °C kann zu einer Vermehrung von Legionellen führen. Untersuchungspflichtig im Sinne der Trinkwasserverordnung sind Anlagen mit mehr als 3 Litern Warmwasser in den Leitungen zwischen Wasserspeicher/-erwärmer und Zapfstelle bzw. zentralen Wasserspeichern mit mehr als 400 Litern Inhalt (siehe DVGW-Arbeitsblatt W 551). Abhilfe gegen Legionellen bieten
- sogenannte Legionellenschaltungen, die automatisch den Speicherinhalt in regelmäßigen Zeitabständen (z. B. wöchentlich) auf über 60 °C erhitzen
- Vermeiden eines großen räumlichen Abstandes zwischen Abmischen der erforderlichen Wassertemperatur und Zapfstelle.
- Vermeiden der Ausbreitung zerstäubten Wassers (Aerosol), z. B. bei Kühltürmen, Verdunstungskühlanlagen (VKA) und Nassabscheidern

Nachteil einer Wassererhitzung über 55 °C ist, dass ab dieser Temperatur vermehrt gelöster Kalk ausfällt und sich an Rohrwandungen der Wärmetauscher ablagern kann. Sogenannte Frischwasserstationen erwärmen das frische kalte Trinkwasser mithilfe eines Plattenwärmetauschers aus einem Wärmespeicher der Warmwasserheizung. Dadurch tritt kein potentiell gefährliches gespeichertes Warmwasser auf und die Temperatur darf unter 55 °C betragen.
Bei einem Gehalt von 100 KbE (koloniebildende Einheiten)/100 ml gilt Trinkwasser als kontaminiert (geringes Infektionsrisiko, „technischer Maßnahmewert“), sofortiger Handlungsbedarf ist geboten ab einer stärkeren Kontamination als 10.000 KbE/100 ml. Hier spricht das Arbeitsblatt W 551 von einer „extrem hohen Kontamination“ und fordert Sofortmaßnahmen wie z. B. eine Desinfektion des Leitungsnetzes oder die Verhängung eines Duschverbots.

## Nachweis und Zählung von Legionellen im Trinkwasser
Die Analytik im Rahmen der Untersuchungspflicht erfolgt mittels des klassischen mikrobiologischen Nachweisverfahrens. Jede der zuvor fachgerecht an mehreren repräsentativen Stellen genommenen Trinkwasserproben wird im Labor aufgeteilt und in zwei parallelen Ansätzen gemäß ISO 11731:1998 und DIN EN ISO 11731-2:2008 untersucht. Im Direktansatz wird 1 ml der Probe, aufgeteilt auf zweimal je 0,5 ml, in zwei Petrischalen bzw. Platten mit festem GVPC- oder BCYE-Nährmedium (Agar) gegeben und dort mit dem sog. Drigalskispatel gleichmäßig verteilt, so dass das Probenvolumen vollständig vom Agar aufgenommen wird.
Der größere Teil der Ausgangsprobe (üblicherweise 100 ml, aber generell sind Volumina zwischen 10 und 1000 ml möglich) wird im zweiten Ansatz durch einen Membranfilter mit einer Porengröße von 0,45 µm filtriert. Die Filtermembran wird im Anschluss mit Säurepuffer behandelt, um eine Reduktion der nicht-Legionella-Begleitflora zu erzielen, danach gewaschen und auf eine weitere Petrischale mit GVPC- oder BCYE-Agar verbracht.
Die Agarplatten aus beiden Ansätzen werden zehn Tage im Brutschrank bei einer konstanten Temperatur von 36 ± 2 °C gezüchtet. Am Ende dieser Zeit werden, sofern lebende Legionellen in der Probe vorhanden waren, die während der Bebrütung gewachsenen sogenannten Kolonien als charakteristische helle Punkte auf dem dunklen Agar gezählt und ausgewertet. Das quantitative Ergebnis wird in „koloniebildenden Einheiten“ (KBE) bezogen auf 100 ml Probe angegeben. Werden nach Filtration von 100 ml auf der Filtermembran 180 Kolonien gezählt, beträgt das Ergebnis des Filtrationsansatzes 180 KBE/100 ml. Beim Direktansatz werden zunächst die Kolonien der beiden Einzelplatten addiert (entspricht 1 ml Probe) und dann mit 100 multipliziert. Sind beispielsweise auf Platte A zwei Kolonien gewachsen und auf Platte B eine, so lautet das Ergebnis des Direktansatzes (2 + 1)×100 = 300 KBE/100 ml. Der Technische Maßnahmenwert von 100 KBE/100 ml wurde damit überschritten.
Als Endergebnis der Legionellenanalyse wird stets der höhere aus den beiden Ansätzen ermittelte Wert angegeben, im vorliegenden Beispiel also der Wert aus dem Direktansatz. Erläuternd wird zusätzlich vermerkt, aus welchem Ansatzvolumen das Endergebnis bestimmt wurde (im vorliegenden Fall aus 1 ml).
Zur Bestätigung der Analyse werden mindestens fünf Kolonien parallel sowohl auf cysteinhaltigem Medium wie BCYE-Agar als auch auf einem cysteinfreien Nährmedium (BCYE-Cys, Nähragar oder Blutagar) mindestens zwei Tage bei 36 ± 2 °C subkultiviert. Da die Aminosäure Cystein essenziell für Legionellen ist, gilt der Nachweis als bestätigt, wenn die Kolonie auf dem cysteinhaltigen Medium wächst, nicht jedoch auf dem cysteinfreien.
In Österreich erfolgt die Analyse und Auswertung von Legionellen qualitätsgesichert durch TÜV Austria Hygienic Expert oder die Agentur für Gesundheit und Ernährungssicherheit (AGES) nach der ÖNORM EN ISO 11731-2.

## Maßnahmen zur Legionellenverminderung

### Ultrafiltration
Bei der Ultrafiltration werden die Erreger mechanisch aus dem Wasser entfernt. Die Module bestehen aus gebündelten, an beiden Enden in Hüllrohre eingegossenen schlauchförmigen Ultrafiltrations-Membranen. Die Porenweite der Membran beträgt 0,01 bis 0,05 µm.
Um die Trennwirkung zu erreichen, wird das Wasser durch die Wandung der Membrankapillare nach außen geleitet. Durch das umgebende Hüllrohr des Moduls wird das Reinwasser aufgefangen und als bakterienfreies und virenarmes Wasser durch den seitlichen Anschluss zum Versorgungssystem geleitet. Das Gerät muss regelmäßig gereinigt werden, dies geschieht durch Vorwärts- und/oder Rückwärtsspülung der Filtrationsanlage. Durch einen Integritätstest der Membran kann der Nachweis der Rückhaltung von Mikroorganismen erbracht werden.
Nach DIN EN 14652 (Anlagen zur Behandlung von Trinkwasser innerhalb von Gebäuden – Membranfilteranlagen – Anforderungen an Ausführung, Sicherheit und Prüfung, Deutsche Fassung EN 14652:2005+A1:2007),
Punkt 6.6, ist für die Absicherung von Ultrafiltrationsanlagen mit automatischer Rückspülung und automatischem Integritätstest, ein Rückflussverhinderer zur Absicherung ausreichend.
Zitat aus Punkt 6.6 Rückflussverhinderung „Die Anlage muss einen vorgeschalteten Rückflussverhinderer nach EN 1717 aufweisen“.

### Thermische Desinfektion
Legionellen werden bei einer Temperatur von mehr als 70 °C in kurzer Zeit inaktiviert bzw. abgetötet. Bei der thermischen Desinfektion wird daher der Warmwasserbereiter sowie das gesamte Leitungsnetz inklusive aller Entnahmestellen (z. B. Wasserhähne) für mindestens drei Minuten auf mehr als 71 °C erwärmt.
Die eingestellte Solltemperatur im Warmwasserspeicher soll mindestens 60 °C betragen, die Auskühlung der Zirkulationsleitung darf nicht größer als 5 °C sein.
Heizungssteuerungen für Kleinheizanlagen erhöhen die Speichertemperatur regelmäßig kurzzeitig (Legionellenschutzschaltung).
Die mögliche Wärmeübertragung in das Kaltwassernetz durch allzu benachbarte Heizungs- oder Warmwasserrohre birgt das Risiko, dass sich im Kaltwassernetz Legionellen vermehren. Die thermische Desinfektion erfasst naturgemäß nur das Warmwassernetz. Legionellen können sich jedoch auch im Kaltwassernetz vermehren, wenn sich die Kaltwasserleitungen auf über 20 °C erwärmen. Ursächlich sind häufig bauliche Fehler, wie die Verlegung der Trinkwasserleitungen in Fußböden mit Fußbodenheizung, Stagnation des Wassers durch zu groß dimensionierte Leitungsrohre, gemeinsame Verlegung in Versorgungssträngen mit Warmwasserleitungen oder Heizungsleitungen ohne ausreichende Isolierung.

### Aachener Konzept
Das Aachener Konzept ist ein gemeinsam vom Klinikum Aachen mit der Firma Kryschi Wasserhygiene im Jahr 1987 entwickeltes Verfahren zum Schutz gegen Legionellen durch Bestrahlung mit ultraviolettem Licht (UV-Licht). Es ist nach dem Technischen Regelwerk DVGW W 551 (Ausgabe April 2004) die einzige Alternative zu thermischen Lösungen. Es wird dort eingesetzt, wo erhöhte Temperaturen nicht möglich oder nicht gewollt sind.
Das Konzept verlangt dezentral eingesetzte UV-Geräte nahe den Abnahmestellen. Die Änderungen vom August 2007 in der UBA-Liste zu § 11 Trinkwasserverordnung Teil II sind zu beachten. Vorteil dieser Methode ist, dass keine chemischen Wasserzusätze verwendet werden. Die fehlende Depotwirkung wird durch periodische Rohrspülungen ausgeglichen.

### Chemische Desinfektion
Eine permanente Desinfektion kann auch mit dafür zugelassenen Chemikalien durchgeführt werden, dabei sind Grenzwerte und die Bildung von Desinfektionsnebenprodukten zu beachten (siehe Liste des Umweltbundesamtes zu §11 Trinkwasserverordnung Teil Ic). Als Dauerlösung haben sich Chemikalien jedoch als nicht erfolgreich erwiesen.
Bei einer Stoßdesinfektion werden Chemikalien in hohen Konzentrationen eingesetzt, die anschließend durch Spülung wieder aus dem Leitungsnetz entfernt werden. Während der Maßnahme ist sicherzustellen, dass kein Trinkwasser entnommen wird. Bei der Stoßdesinfektion können auch Desinfektionsmittel eingesetzt werden, die nicht vom Umweltbundesamt gelistet sind, wie z. B. Wasserstoffperoxid (H2O2).

### Elektrolytische Herstellung von Chlor vor Ort
Diese Verfahren arbeiten mit Elektrolysezellen und produzieren Chlorgas oder „Hypochlorige Säure“ (Natriumhypochlorit).
Die Herstellung von neutralem Natriumhypochlorit durch elektrochemische Aktivierung mittels Membranzellenelektrolyse (Bezeichnung für das so hergestellte Desinfektionsmittel ist Anolyt) vor Ort ist ein neues Verfahren und seit August 2007 in die Liste zu §11 TrinkwV 2001 Teil II aufgenommen. Das Verfahren wird im Arbeitsblatt W229 des DVGW beschrieben (Abschnitt 6.5.2). Die Natriumhypochloritlösung muss laut Liste zu §11 TrinkwV 2001 Teil Ic die Reinheitsanforderungen der DIN EN 901 erfüllen.
Anolyt ist in der Lage, Biofilm abzubauen. Neutrales Anolyt enthält nur geringe Mengen an Chlorgas und bildet daher merkbare Mengen an Chloroform nur bei starkem Überschuss von Acetylverbindungen (Proteine, Biofilmmatrix), die mit Cl2 stufenweise zu Chloroform umgesetzt werden (Haloformreaktion). Nach Abbau oberflächlicher Biofilmschichten ist Chloroform in anolytdotiertem Wasser nicht mehr nachweisbar.
Die Trinkwasserverordnung gibt ein Minimierungsgebot vor. Es ist nicht aus prophylaktischen Gründen zu desinfizieren.
Außerdem sollen in der möglichst kurzen Desinfektionszeit die Mängel behoben und anschließend in den regulären Betrieb übergegangen werden.

### Mikrobiozide Reaktionswirkung
Zur biochemischen Desinfektion von Trinkwasser dürfen in Deutschland nur Desinfektionsmittel eingesetzt werden, die in der vom Umweltbundesamt geführten Liste (Teil Ic) zu §11 Trinkwasserverordnung aufgeführt sind: Calcium- und Natriumhypochlorit, Chlor, Chlordioxid und Ozon (Stand: August 2007).

## Meldepflicht
In Deutschland ist der direkte oder indirekte Nachweis von Legionellen (Legionella sp) namentlich meldepflichtig nach § 7 des Infektionsschutzgesetzes, soweit der Nachweis auf eine akute Infektion hinweist. Die Meldepflicht betrifft in erster Linie das Leitungspersonal von Laboren (§ 8 IfSG).
Deutschland liegt mit einer Meldeinzidenz von 1,7 Erkrankungen pro 100.000 Einwohnern (2018) leicht unter dem aktuellen europäischen Durchschnitt von 1,8 Erkrankungen pro 100.000 Einwohnern. Da nicht alle Pneumonien auf eine Legionellen-Infektion getestet werden, ist von einer Untererfassung auszugehen. Aus Studieninformationen wird die tatsächliche Inzidenz nicht-Krankenhaus-assoziierter Fälle von Legionärskrankheit auf etwa 18 bis 36 Erkrankungen pro 100.000 Einwohner geschätzt.
In der Schweiz ist der positive und negative laboranalytische Befund zu Legionellen (Legionella spp.) für Laboratorien meldepflichtig und zwar nach dem Epidemiengesetz (EpG) in Verbindung mit der Epidemienverordnung und Anhang 3 der Verordnung des EDI über die Meldung von Beobachtungen übertragbarer Krankheiten des Menschen.

## Normen und Richtlinien
- Die EN ISO 11731:2017 "Wasserbeschaffenheit – Zählung von Legionellen" wurde zuletzt 2019 aktualisiert. Sie beschreibt Kultivierungsverfahren zur Isolierung von Legionella-Bakterien und Abschätzung der Anzahl in Wasserproben.[23]
- Die EN ISO 11731-2 wurde in Deutschland als DIN EN ISO 11731-2 und in Österreich als ÖNORM EN ISO 11731-2 eingeführt.